# I dine hænder
I dine hænder is een Deense film uit 2015, geschreven en geregisseerd door Samanou Acheche Sahlstrøm. De film ging op 25 januari in première op het Internationaal filmfestival van Göteborg.

## Verhaal
Maria is een jonge en zorgzame verpleegster die op zoek is naar meer vrijheid. Niels is een terminaal zieke patiënt die naar Zwitserland wil om hulp te zoeken om euthanasie te plegen. Maria en Niels trekken samen op weg en de intense reis brengt hen dichter bij elkaar en ook dichter bij hun dromen.

## Rolverdeling
| Acteur               | Personage |
| -------------------- | --------- |
| Lisa Carlehed        | Maria     |
| Peter Plaugborg      | Niels     |
| Johanna Wokalek      | Julia     |
| Kirsten Olesen       | Moeder    |
| Gustav Dyekjær Giese | Broer     |
| Henrik Vestergaard   | Peter     |

## Prijzen en nominaties
De belangrijkste:
| Jaar | Prijs                     | Categorie                       | Genomineerde(n)                 | Uitslag  |
| ---- | ------------------------- | ------------------------------- | ------------------------------- | -------- |
| 2015 | Filmfestival van Göteborg | Dragon Award beste Noordse film | Dragon Award beste Noordse film | Gewonnen |
| 2015 | Filmfestival van Göteborg | FIPRESCI-prijs                  | Samanou Acheche Sahlstrøm       | Gewonnen |